# Pristimantis sobetes
Espèce
Synonymes
- Eleutherodactylus sobetes Lynch, 1980

Statut de conservation UICN

 EN B1ab(iii) : En danger
Pristimantis sobetes est une espèce d'amphibiens de la famille des Craugastoridae.

## Répartition
Cette espèce est endémique de la province de Pichincha en Équateur. Elle se rencontre dans le bassin du río Saloya entre 1 700 et 2 050 m d'altitude dans la cordillère Occidentale.

## Description
La femelle holotype mesure 41,3 mm.

## Publication originale
- Lynch, 1980 : Two new species of earless frogs allied to Eleutherodactylus surdus (Leptodactylidae) from the Pacific slopes of the Ecuadorian Andes. Proceedings of the Biological Society of Washington, vol. 93, no 2, p. 327-338 (texte intégral).